# Jorginho (football, 1995)
Pour les articles homonymes, voir Jorginho.
Jorge Fernando Barbosa Intima, dit Jorginho, né le 21 septembre 1995 à Bissau en Guinée-Bissau, est un footballeur bissaoguinéen évoluant au Torpedo Koutaïssi.

## Biographie

### Jeunesse
Jorge Intima est né en Guinée-Bissau, où il apprend le football à l'Académie Vital. Sa mère habitant au Portugal, il la rejoint en 2011 avant de partir faire des essais en Espagne, au Valence CF. Ayant échoué à impressionner les recruteurs, il s'engage avec le Sporting Lisbonne pour trois mois puis retourne dans son pays natal.

### Manchester City
Durant l'été 2012, il participe à la pré-saison de Manchester City au Portugal avec quatre autres joueurs de son académie, mais est le seul à signer avec le club de son idole David Silva. En juillet 2014, il signe son premier contrat professionnel avec le club.

### AS Saint-Étienne
Le 31 janvier 2017, il rejoint l'AS Saint-Étienne sous forme d'un prêt avec option d'achat. Il fait ses débuts en Ligue 1 en rentrant une demi-heure face à l'OGC Nice, puis est titulaire quelques jours plus tard face à FC Lorient. Contre le club breton, il offre une passe décisive à son coéquipier Loïc Perrin, avant d'inscrire son premier but en Vert dans le temps additionnel (92e) portant le score à 4-0.
Le 16 février 2017, en raison de plusieurs blessures dans le secteurs offensif de l'AS Saint-Étienne et après un bon match face au FC Lorient, il est titularisé face à Manchester United dans le cadre du match aller des seizièmes de finale de la Ligue Europa à Old Trafford. Malgré un match satisfaisant de sa part ainsi que de toute l'équipe, les verts ne parviennent pas à s'imposer et s’inclinent sur le score de 3-0.
À la suite d'une mauvaise fin de saison, qui a fait que le nouvel entraîneur de l'AS Saint-Étienne, Óscar García ne comptait plus sur lui, il est prêté au club portugais GD Chaves pendant un an sans option d'achat.
Le 24 juin 2018, il est de nouveau prêté par l'ASSE, cette fois dans le club bulgare du CSKA Sofia.

### Ludogorets
À l'été 2019, il est transféré au PFK Ludogorets, club de D1 bulgare. Le 12 novembre 2020, il est prêté jusqu'au terme de la saison au Wadi Degla SC en D1 égyptienne, club avec lequel il sera relégué en D2 égyptienne au terme de la saison 2020-2021. Le 30 août 2021, son club annonce son prêt  au Wisla Plock en D1 polonaise pour une durée de deux saisons.

### Carrière internationale
En 2014, Jorge Intima prend part à l'Euro des moins de 19 ans avec le Portugal. Se contentant de bouts de matchs, il ne débute qu'un seul match de la compétition dans le onze de départ, face à l'Autriche. Il rentre en toute fin de match lors de la finale face à l'Allemagne, alors que son équipe est menée 1-0, mais ne parvient pas à changer le résultat.